# Yzma
Yzma er en fiktiv Disney figur. Yzma er en ond troldkvinde og tidligere Kejserlig rådgiver i tegnefilmen Kejserens nye flip og efterfølgeren Kejserens nye flip 2: Kronks nye flip.
Desuden er hun også skoleinspektør under navnet Amzy i spin-off serien Kejserens nye skole. Hun har en hemmelig kælder, med en rutsjebane ned til, hvor hun laver sine eliksire og andet.
Yzma opdrog Kuzco siden hans far forsvandt på havet da Kuzco var lille. Da Kuzco fyrede hende som kejserens rådgiver, blev hun gal og besluttede sig for at slå ham ihjel.  Hun fik først idéen at forvandle Kuzco til en bille og sende ham med posten til sig selv, for så at smadre den med en hammer. Hun ombestemte sig til at slå ham ihjel med gift. Hun inviterede så Kuzco til middag, og fik hendes assistent Kronk til at putte giften i en drink. Det viste sig så, at giften var udtræk af lamaeliksir, så Kuzco blev forvandlet til en lama. Yzma sendte herefter Kronk ud for at slå ham ihjel, men han kom til at miste ham. Yzma, som stadig troede, at Kuzco var død blev kejserinde, da ingen vidste, at hun blev fyret som rådgiver, som gav hende ret til at blive den næste kejser. Da Yzma opdagede, at Kuzco ikke var død, tog hun og Kronk ud for at slå ham ihjel. Det endte med, at hun blev forvandlet til en killing og blev tvunget Egernspejder
I Kejserens nye flip 2: Kronks nye flip er Yzma næsten blevet normal, men hun har stadig en kattehale. Hun narrer Kronk til at tro, at hun har fundet opskriften på en livseliksir. Hun bruger Kronks popularitet til at sælge eliksirer. Især nogle af Kronks ældre venner køber eliksirer og bliver afhængige. Kronk får en masse penge ud af det, så han køber de gamles plejehjem - som de sælger, så de har råd til mere livseliksir - og bygger et stort hus, som han håber kan gøre sin far stolt. Kronk indser senere at det hele er fup, som Yzma har lavet for at folk vil gøre hende til kejser, så han beviser overfor alle at det er fup. De ældre fra plejehjemmet jagter Yzma ud på en bro, hvor hun truer med at springe ud fra broen. Hun indser dog at det er en dårlig idé, og forvandler sig selv til en kanin i håb om at hun ser for sød ud til at fange hende. Yzmas plan virker, men så kommer der en ørn og tager hende med i klørene.